# Fábrica do Inglês
A Fábrica do Inglês é um edifício histórico na cidade de Silves, na região do Algarve, em Portugal.
Foi construído em 1894, como um centro industrial de transformação da cortiça, tendo funcionado até 1995. Na sequência do seu encerramento, foram lançados vários programas para a recuperação e reaproveitamento do imóvel, que incluíam a instalação de um museu e de vários espaços culturais e de restauração. O Museu da Cortiça foi inaugurado em 1999, tendo o complexo da Fábrica do Inglês alcançado um grande sucesso junto do público, tendo-se afirmado como um pólo cultural na região. Porém, apenas alguns anos depois o seu proprietário, o grupo Alisuper/Alicoop, começou a sofrer de graves problemas financeiros, levando ao encerramento da Fábrica do Inglês em 2010.
O complexo esteve depois no centro de uma polémica entre a autarquia, a Caixa Geral de Depósitos, que possuía os edifícios, e o grupo empresarial Nogueira, que adquiriu o acervo do museu em 2014. A autarquia classificou os edifícios como Imóvel de Interesse Municipal, mas foi impedida de fazer o mesmo com o acervo devido à oposição do Grupo Nogueira, tendo em 2016 sido iniciado o processo para a classificação de todo o património móvel e imóvel como de Interesse Público. Estas diligências foram feitas no sentido de reaproveitar o complexo e reabrir o museu, cujas instalações já estavam a entrar em processo de degradação, tendo por exemplo avançado, em 2019, com uma proposta para a sua transformação num estabelecimento hoteleiro.

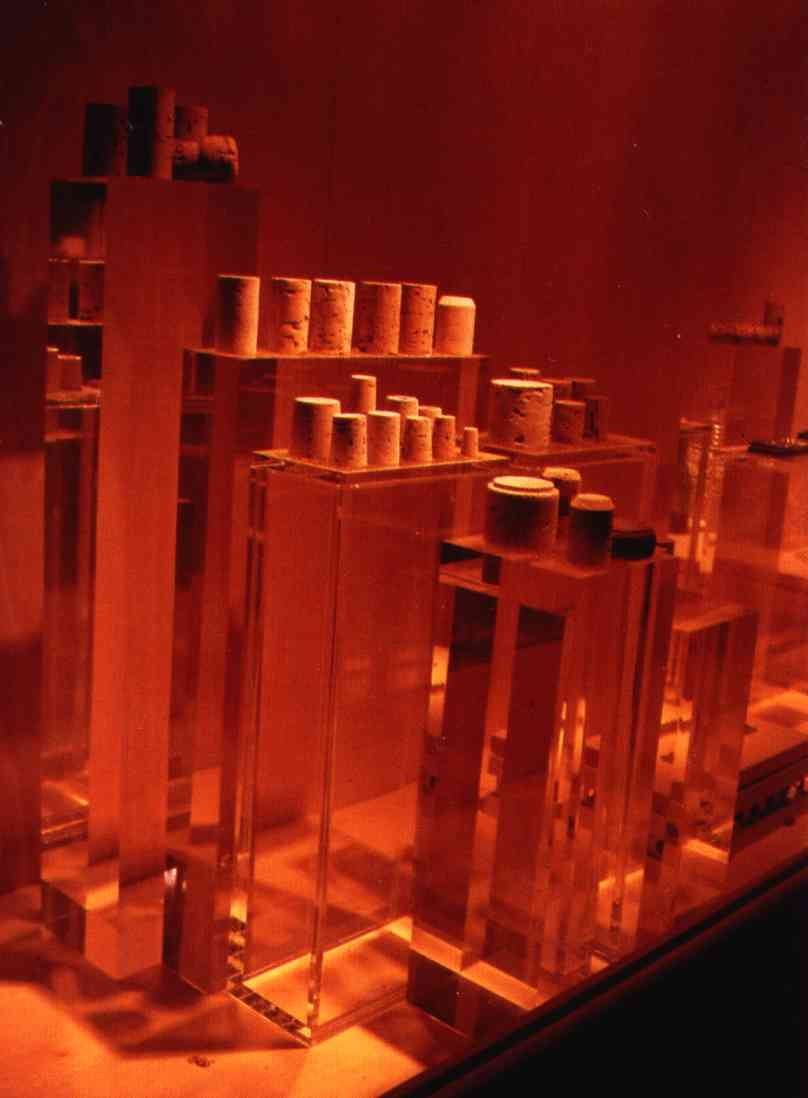
Vitrina com rolhas no Museu da Cortiça, em 1999.

## Descrição
O complexo está situado nas imediações da Avenida Marginal de Silves. Consiste numa antiga fábrica de cortiça, cujos volumes formavam um conjunto de forma sensivelmente rectangular, encerrando um espaço interior com jardins, e onde se encontra um pequeno chalet no centro, de planta em forma de cruz. Os edifícios em redor possuem poucas janelas para o exterior, sendo originalmente o acesso feito por três portões metálicos. Após o programa de reabilitação levado a cabo nos finais da década de 1990, o imóvel passou a ser ocupado pelo Museu da Cortiça, que era considerado como o ex-libris da Fábrica do Inglês, e por vários espaços comerciais, como cervejarias, restaurantes e salas de espectáculos. Também incluía um salão de chá, em alusão ao costume britânico de tomar o chá às cinco horas da tarde, e que foi introduzido em Silves pelo empresário britânico Victor George Sadler. Durante o plano de requalificação, tentou respeitar-se ao máximo a traça original dos edifícios, no sentido de aliar a utilização turística à preservação do património construído.
O Museu da Cortiça encerrava um valioso espólio sobre a indústria corticeira, incluindo máquinas e equipamentos, além de um valioso conjunto documental desde 1870, encerrando por exemplo importantes informações sobre a presença britânica no Algarve, e as lutas laborais em Silves durante o período da ditadura.
A Fábrica do Inglês não é o único espaço cultural associado ao antigo complexo fabril, já que em 1909 foi instalado o Teatro Mascarenhas Gregório, situado nas imediações, e que em 2005 foi recuperado pela autarquia.

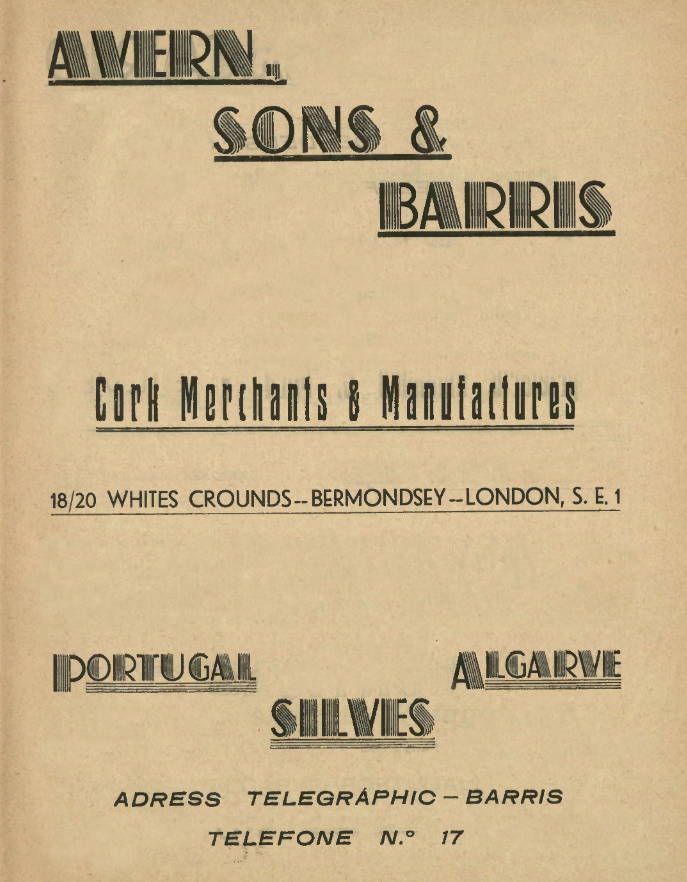
Publicidade à firma britânica Avern, Sons & Barris, publicada em 1936 na revista Costa de Oiro.

## História

### Construção e funcionamento da fábrica
A unidade industrial começou a ser construída em 1894, sendo então conhecida como Fábrica Avern, Sons & Barris & Gregório Nunes Mascarenhas, Esta sociedade tinha sido formada em 1893 pela empresa londrina Avern, Sons & Barris, e por um industrial corticeiro de Silves, Nunes Mascarenhas. Foi uma das obras promovidas pelo presidente da Câmara Municipal de Silves, Gregório Mascarenhas, que foi responsável pela construção de vários edifícios públicos no concelho. Segundo Rosa Palma, presidente da Câmara Municipal de Silves, a Fábrica do Inglês recebia cortiça a partir de várias unidades de tratamento espalhadas pelo concelho, sendo o transporte desta mercadoria feita por burros.
Durante grande parte do seu funcionamento, foi gerida por um cidadão britânico, Victor George Sadler, que era conhecido como Senhor Inglês pelos trabalhadores, motivo pelo qual passou a ser conhecida como Fábrica do Inglês. Victor Sadler teve um grande impacto na vila de Silves, tendo por exemplo sido sócio benemérito no corpo local de bombeiros. Sob a gestão inglesa, a fábrica marcou uma geração da indústria corticeira, tendo exportado rolhas um pouco para todo o mundo. Em 1938, uma terceira parte da fábrica foi vendida à empresa londrina Henry Bucknall & Sons, e desde então passou por vários proprietários, tanto portugueses como britânicos. Entre as décadas de 1940 e 1950, a zona oriental da fábrica foi demolida, sendo o espaço ocupado por edifícios residenciais.
Em 1962, passou a ser propriedade de José Alexandre Estrelo e da sua irmã Ana Cristina Estrelo, tendo permanecido na sua posse até ao encerramento da fábrica, em 1995, ou em 1997. Esta foi a última unidade de cortiça a laborar na vila de Silves e a que empregou mais trabalhadores, sendo por estes dois motivos considerado de grande importância para a população local.

### Transformação no Museu da Cortiça
No Plano Director Municipal de Silves, de 4 de Dezembro de 1995, o antigo complexo da Fábrica do Inglês foi considerado como de Valor Concelhio. Por volta de 1997, foi licenciado um grande plano urbanístico, que previa a edificação de blocos residenciais na zona oriental, e a reabilitação dos antigos pavilhões da fábrica, que iriam ser convertidos numa unidade museológica, o Museu Etnográfico de Silves ou o Museu da Indústria Corticeira. Este espaço tinha como finalidade preservar e demonstrar o rico património associado à cortiça, e recordar a sua importância na economia de Silves, que no passado chegou a ser um dos principais centros corticeiros no país. Além disso, também servia como centro de promoção da cortiça como uma alternativa mais ecológica em relação a outros materiais. Além deste museu, o conjunto da fábrica também iria albergar outros serviços de lazer, dedicados em grande parte a turistas. Desta forma, criava-se um novo núcleo de turismo no interior da região, fornecendo uma alternativa aos segmentos tradicionais de mercado do sol e praia. Este empreendimento foi de especial interesse por ser de iniciativa privada, e por conciliar, de forma original, as vertentes de preservação do património industrial e de promoção turística. Em 1998, tanto o antigo complexo como o seu recheio foram comprados pela Sociedade Fábrica do Inglês, S. A., com a finalidade de o converter num parque temático e num museu. Os trabalhos iniciaram-se em 1 de Setembro desse ano, e em 3 de Julho de 1999 foram oficialmente concluídas, com a inauguração do Museu da Cortiça. O museu envolveu um investimento de cerca de 12,5 milhões de Euros, por parte de empresários locais de Silves. Em 2001, este museu recebeu o prémio Luigi Micheletti, para o melhor museu industrial da Europa.
Aquando da sua inauguração, previa-se que o museu iria-se impor como uma referência a nível turístico no Algarve. Com efeito, durante cerca de dois anos conseguiu afirmar-se como um dos principais centros de entretenimento na região, tendo em 2001 chegado a ter 103 mil visitantes. De acordo com o último director do museu, Manuel Castelo Ramos, «Houve momentos em que este museu foi o mais visitado do Sul do país». Ao longo do seu período de funcionamento, a Fábrica do Inglês foi palco de diversos tipos de eventos, incluindo um espectáculo pelo comediante Herman José, e uma exposição de bonecas Barbie, ambos em 2005.
Porém, depois começou a sofrer de problemas financeiros, apesar do apoio de um milhão de euros a fundo perdido. Esta situação deveu-se principalmente à falência do grupo Alicoop/Alisuper, accionista maioritário da Fábrica do Inglês, que tinha 28% do capital da sociedade. Apesar desta situação, o museu continuou a ter muita procura, tendo atingido, nos seus três últimos anos, uma média anual de 90 mil entradas.

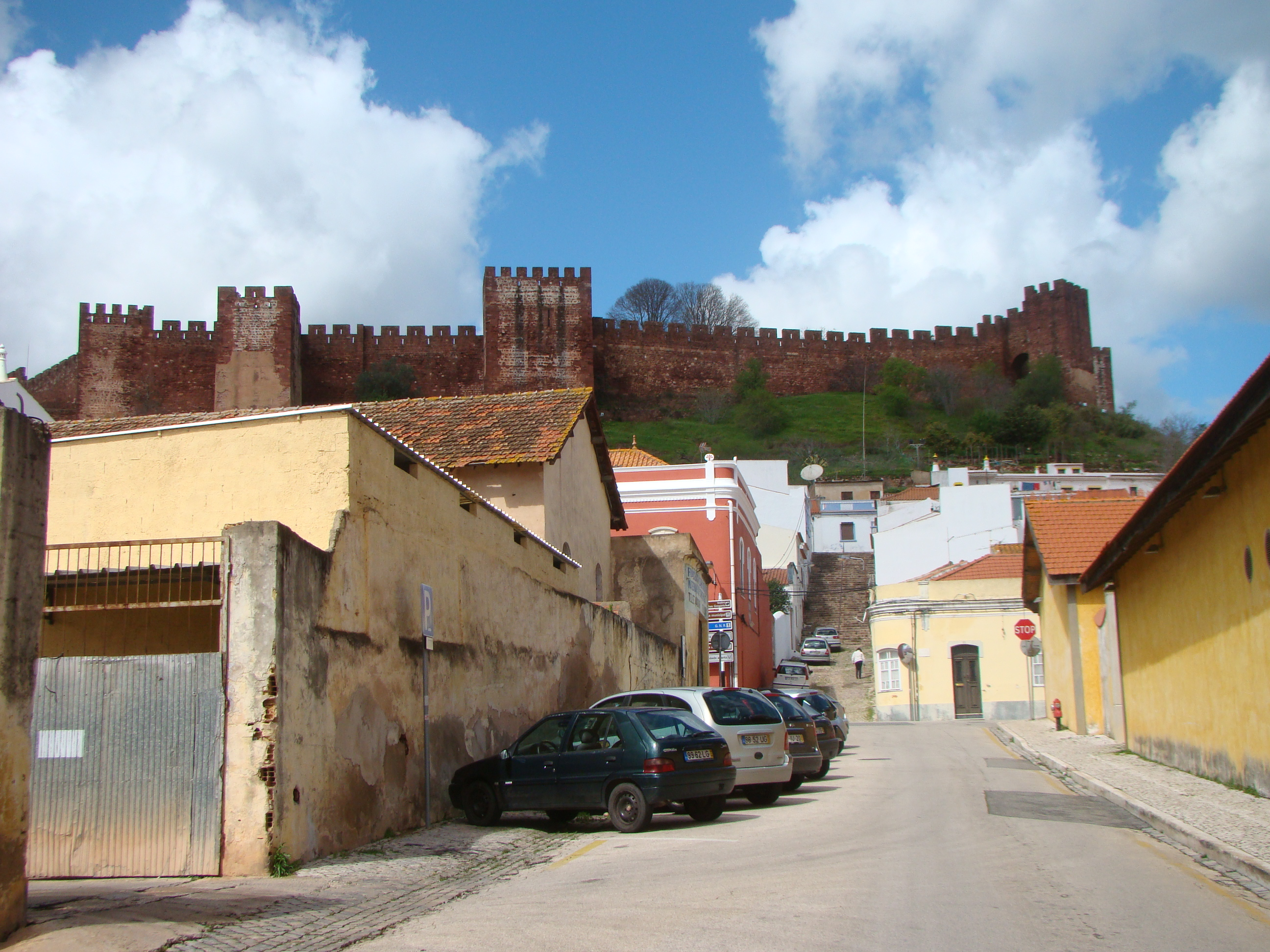
Rua Gregório Mascarenhas em 2018, vendo-se do lado direito alguns dos edifícios da Fábrica do Inglês. Ao fundo está a Alcáçova de Silves.

### Encerramento do museu
Assim, em finais de 2009 o empreendimento estava em risco de encerrar, encontrando-se então em falência técnica, com uma dívida de cerca de 6,5 milhões de euros. Com efeito, o presidente do conselho de administração, José António Silva, classificou a situação de «preocupante», e afirmou que «todas as tentativas para salvar a empresa falharam», pelo que a única solução possível era a sua aquisição por parte da autarquia. Apontou como uma das principais causas desta situação a concorrência dos municípios vizinhos, como Monchique e Albufeira, que organizaram vários eventos culturais e de animação a título gratuito. Desta forma, avançou-se uma proposta de arrendamento do museu à autarquia, por um valor mensal de onze mil Euros. Porém, esta solução foi criticada pelos representantes locais do Partido Socialista, uma vez que levaria à utilização de fundos públicos para apoiar um empreendimento privado, tendo afirmado que «Reconhecemos a importância a nível pessoal, mas estão em causa dinheiros públicos e há que ter muito cuidado nas soluções a tomar», além que a autarquia tinha recentemente contraído um empréstimo para pagar despesas próprias, deixando-a numa situação demasiado precária para este género de investimentos. Em contraste, a vereadora da Coligação Democrática Unitária, Rosa Palma, argumentou em defesa da Fábrica do Inglês, principalmente o Museu da Cortiça, espaço que considerou como de interesse cultural para o concelho. A manutenção do museu também foi defendida por Joaquim Lima, director-geral da Associação Portuguesa de Cortiça, que classificou como um «projecto de interesse nacional», e acrescentou que o seu encerramento iria piorar a imagem do país como produtor de cortiça, nos mercados internacionais: «Se se souber que há em Portugal um museu da cortiça que faliu, vai ser usado desfavoravelmente para denegrir a cortiça». Porém, a proposta de arrendamento por parte da autarquia falhou, devido à oposição partidária, embora o vice-presidente, Rogério Pinto, tenha revelado à Agência Lusa que ainda existia algum interesse em comprar a propriedade: «Todas as possibilidades estão a ser estudadas, nomeadamente a possibilidade de intervirmos com o Ministério da Cultura, com os credores ou com grupos privados interessados na preservação daquele espaço ligado à industria da cortiça, mas a verdade é que não temos capacidade financeira para avançarmos sozinhos, é impensável».
Porém, apesar destes esforços, o espaço museológico acabou por encerrar oficialmente em 18 de Maio de 2010. Esta situação foi criticada por Manuel Castelo Ramos, que afirmou que «custa ver o mais importante museu português na área da cortiça de portas fechadas», e alertou que os edifícios já estavam a começar a degradar-se, existindo a possibilidade do recheio do museu, incluindo as máquinas e «o maior acervo documental do mundo sobre a história da indústria da cortiça», serem «desmembrados pelos credores». Em Junho desse ano, já se previa que o plano para a viabilização da Alicoop iria ser rejeitado, pelo que a autarquia classificou o empreendimento da Fábrica do Inglês como de Interesse Municipal, e pediu ao Instituto de Gestão do Património Arquitectónico e Arqueológico para reconhecer esta decisão, no sentido de impedir que o edifício fosse vendido a interesses mobiliários. Em Julho, o Bloco de Esquerda propôs à Assembleia da República que o governo tomasse medidas para preservar o Museu da Cortiça e classificar a Fábrica do Inglês, no sentido de «garantir a protecção legal do valioso núcleo museológico nele contido». O partido classificou o encerramento do imóvel como «inaceitável», uma vez que iria ser «uma perda para a história, para a cultura, para a indústria corticeira».
Em Maio de 2012, o arquivo histórico do museu foi transferido para o Arquivo Distrital de Faro, na sequência de um acordo entre a administração da Fábrica do Inglês, a Secretaria de Estado da Cultura e a Direcção-Geral de Arquivos, no sentido de «salvaguardar a integridade daquele importante fundo arquivístico, num momento em que poderá estar iminente a declaração de insolvência da Fábrica do Inglês», explicou Manuel Castelo Ramos. Acrescentou que «o arquivo, cuja documentação remonta ao século XIX, foi encontrado em 1998 numa cave por debaixo do Chalet onde funcionava a administração da velha fábrica, precisando atualmente de cuidados urgentes de conservação e dum trabalho aprofundado de classificação e organização», tendo a transferência para Faro sido «o primeiro passo para assegurar a sua integridade e conservação, e assim preservar uma das mais importantes reservas documentais sobre a memória corticeira silvense e não só».
Em 30 de Maio de 2014, foi organizado o leilão da propriedade da Fábrica do Inglês, tendo o conjunto dos edifícios em si, incluindo o do museu, sido adquirido pela Caixa Geral de Depósitos, enquanto que o espólio do museu foi ganho pelo Grupo Nogueira, que já em 2012 tinha comprado a rede de supermercados da Alisuper. Porém, o processo de venda foi criticado pela autarquia, que tinha igualmente um dos concorrentes no leilão, e em Julho desse ano fez uma proposta no sentido de classificar o acervo do museu como de interesse municipal. Desta forma, impedir-se-ia que o património móvel e imóvel se separassem, já que tinham sido adquiridos por entidades diferentes, e apenas a parte imóvel é que estava protegida como de interesse municipal. No entanto, a classificação do espólio foi travada pelo Grupo Nogueira, que negou-se a dar a sua autorização. João Nogueira, filho do fundador daquele grupo, explicou que «não demos o aval a esta classificação enquanto não ficarem definidas todas as posições referentes ao Museu. Eu tenho que ter a garantia que depois me deixam lá entrar e visitar o que é meu. Não autorizo agora, mas sou o primeiro a dar autorização logo que sejam clarificadas todas as posições». O processo de insolvência também foi contestado pelo Banco Comercial Português, que levou o caso a tribunal.
Em Fevereiro de 2016, o director do Serviço de Bens Culturais da Direção Regional de Cultura do Algarve, Rui Parreira, anunciou que tinha sido enviada uma proposta à Direcção-Geral do Património Cultural, para a classificação da Fábrica do Inglês como Imóvel de Interesse Público. Esta declaração foi feita durante o colóquio «O Futuro do Museu da Cortiça», organizado pela Associação Portuguesa de Arqueologia Industrial e a Associação Portuguesa de Museologia, no Teatro Mascarenhas Gregório, em Silves. Rui Parreira explicou que caso avançasse, a classificação da Fábrica do Inglês iria abranger não só o património construído, mas também o acervo do museu, e ao contrário da classificação municipal, não poderia ser impedida pelo Grupo Nogueira, uma vez que não necessitaria da autorização do proprietário para avançar. Entretanto, as instalações da Fábrica do Inglês entraram num profundo processo de degradação, tendo Rui Parreira denunciado a presença de «portas escancaradas, instalações vandalizadas, lixo acumulado, ervas a crescer por todo o lado, com as raízes a estragar o bem cultural». A situação também foi criticada pela autarquia, que exigiu à Caixa Geral de Depósitos, proprietária do imóvel, que o mantivesse em condições de segurança e limpeza.
Em 2017, Rosa Palma afirmou que o município estava «a tentar resolver a situação do edifício» com a Caixa Geral de Depósitos, que se tinha tornado a proprietária de todo o edifício, ter sido resolvida a questão com o Banco Português de Investimento, que «tinha impugnado a [aquisição pela] Caixa Geral de Depósitos, devido à forma como decorreu o procedimento». Porém, explicou que «a Câmara Municipal de Silves não tem disponibilidade financeira para comprar o edifício no seu todo», pelo que tentou chegar a «um entendimento» ou a aquisição total do imóvel «dentro das nossas condições e não da CGD», uma vez que teria de ser por um montante inferior.

### Planeada reconversão num hotel
Numa entrevista de 2019 ao jornal Portugal Resident, a presidente da Câmara Municipal de Silves, Rosa Palma, revelou um plano para converter a antiga Fábrica do Inglês num hotel de cinco estrelas. O complexo hoteleiro iria incluir apartamentos, um spa, piscinas, um restaurante e serviços de saúde, além do Museu da Cortiça, que iria voltar a receber visitantes. Segundo a autarca, o município já tinha autorizado a instalação deste empreendimento, estando então um grupo de investidores em negociações com a Caixa Geral de Depósitos, que ainda era a proprietária da Fábrica do Inglês. Caso tivesse avançado, teria feito parte de um grande conjunto de empreendimentos que então estavam a ser planeados no concelho de Silves. Em 2020, a Fábrica do Inglês já tinha sido sido alvo de obras de recuperação, tendo nesse ano recebido o evento Algarve Trade Experience, dedicado às bebidas alcoólicas, principalmente o vinho.
Em 11 de Fevereiro de 2022, a Direcção-Geral do Património Cultural publicou um despacho acerca do projecto de decisão sobre a classificação do imóvel como Monumento de Interesse Público, tendo afirmado a sua intenção de fazer uma proposta neste sentido junto da secretária de Estado Adjunta e do Património Cultural. Em 2024, a Unidade de Cultura da Comissão de Coordenação e Desenvolvimento Regional do Algarve instruiu os processos para a classificação de vários monumentos na região, incluindo o Espólio Móvel do Museu da Cortiça da Fábrica do Inglês, no Grau de Interesse Municipal.